# 1534 Nasi
Nasi (asteróide 1534) é um asteróide da cintura principal com um diâmetro de 22,12 quilómetros, a 2,0368276 UA. Possui uma excentricidade de 0,2533118 e um período orbital de 1 645,58 dias (4,51 anos).
Nasi tem uma velocidade orbital média de 18,03371646 km/s e uma inclinação de 9,83939º.
Esse asteróide foi descoberto em 20 de Janeiro de 1939 por Yrjö Väisälä.